# Näs, Sandvikens kommun
Näs är en småort i Ovansjö socken i Sandvikens kommun. 
Näs förekommer i dokument första gången 1293, Ovansjö kyrka innehade enligt dokument 1293 och 1443 en äng i Näs. Peder i Näs ingick 1473 i den tolvmannanämnd från Gästrikland som tillsammans med nämnder från Uppland deltog i synerättsdom rörande kungådran i Älvkarleby. Under 1500-talet omfattar byn tre mantal skatte, 1565 två mantal skatte. De betalar skatt i form av osmundsjärn, 537, 475 respektive 230 osmundar.